# Louis-Amable Crapelet
 (mars 2019).
Si vous disposez d'ouvrages ou d'articles de référence ou si vous connaissez des sites web de qualité traitant du thème abordé ici, merci de compléter l'article en donnant les références utiles à sa vérifiabilité et en les liant à la section « Notes et références ».
Pour les articles homonymes, voir Crapelet.
Louis-Amable Crapelet, né à Auxerre le 2 juin 1822 et mort à Marseille le 19 mars 1867, est un artiste peintre français.
Peintre orientaliste, élève de Corot, il est essentiellement connu pour ses paysages et scènes de rue inspirées par ses voyages en Égypte et au Moyen-Orient. Sensible avant les Impressionnistes à traduire la lumière et le caractère fugace des personnages, il joue des effets de contraste et de lumière pour livrer, à l'image d'un Alexandre-Gabriel Decamps (1803-1860) une vision toute poétique de l'Orient.

## Biographie
Né à Auxerre le 2 juin 1822 d'un père typographe, il monte à Paris pour se former à la peinture de genre avec un peintre du pays, le peintre auxerrois Pierre-Adolphe Badin (1805-1876) qui fait de lui un dessinateur assidu. Présent par la suite chez le peintre-décorateur Charles Séchan (1803-1874), il prend également des leçons auprès de Jean-Baptiste Corot et fréquente finalement l'atelier du peintre de marine Jean-Baptiste Henri Durand-Brager (1814-1879) qui participe vraisemblablement de son intérêt pour l'orient et les voyages.
Louis-Amable Crapelet débute au Salon de 1849 avec un paysage intitulé Matinée ce qui laisse déjà augurer  de son goût pour les effets de lumières chatoyant présent par la suite dans ses paysages crépusculaires.
En 1851, il illustre de douze planches lithographiées l'Histoire de Saint-Étienne et de ses environs par Étienne Bonnefous
Crapelet réalise de 1852 à 1854 un voyage en Égypte qui s'avérera capital pour la suite de sa carrière. Il réalise en effet au cours de son périple à travers le pays de nombreux croquis qui deviendront sa principale source d'inspiration pour ses travaux ultérieurs comme en témoigne son carnet de dessins conservé, de nos jours, au département des Arts graphiques du Musée du Louvre.
En 1854, de retour dans la ville de Marseille il est nommé décorateur des théâtres et réalise les décors pour l'opéra de Meyerbeer Le Prophète (1791-1864) et des Gardes Forestiers d'Alexandre Dumas, avec lequel il se lie. Il réalise également les décors du Café du Caire et du Café Allemand et collabore au chantier de la Villa Nathan aux côtés du peintre Victor Camoin.
Crapelet part en 1859 pour Tunis où le Bey le charge d'établir le relevé des sources alimentant Carthage, ce voyage fera l'objet quelques années plus tard d'un récit illustré publié par la suite dans Le Tour du Monde. L'année suivante il voyage vers l'Italie en compagnie d'Alexandre Dumas, puis visite successivement l'Asie Mineure, Constantinople, la Grèce qui sont autant de sources d'inspirations pour ses envois au Salon entre 1857 et 1866.
Il meurt à Marseille le 19 mars 1867.

## L'œuvre
Dans ses dessins réalisés au cours de ses voyages principalement à la mine de plomb dont il se servira tout au long de sa carrière, se révèle une remarquable aisance de passer de l’étude minutieuse à l’esquisse, toujours avec une sensible économie de moyens. Cette tendance au relevé minutieux s'est appliquée à des représentations d'architectures allant jusqu'aux limites du relevé topographique (Les environs de Thèbes, RF 6022, Louvre).
Dans ses aquarelles, Crapelet renforce le caractère pittoresque du sujet par d’éclatants contrastes lumineux et des coloris puissants. Néanmoins certaines de ses aquarelles font preuve d'une capacité d’observation scrupuleuse, qualité qui sera mise à profit au cours de sa mission pour le Bey de Tunis, comme l'attestent le plan de la citadelle du Caire (RF 5972, Louvre) ou le Minaret de la mosquée de kait-Bey au Caire (RF 5980, Louvre).
Pourtant il semble que le peintre scénographe se soit au cours du temps de plus en plus imposé chez lui, aussi observe-t-on une tendance gracieuse voire onirique bien visible par exemple dans les effets atmosphériques et rehauts. Voir le Temple de Sobek et d’Haroéris consérvé au Musée des Beaux-Arts de Marseille.
Essentiellement connu aujourd’hui comme peintre orientaliste, Crapelet œuvra pourtant sensiblement à la renaissance artistique provençale sous le second Empire.